# Воно захопило світ
«Воно захопило світ» (англ. It Conquered the World) — американський чорно-білий науково-фантастичний незалежний фільм 1956 року від продюсера та режисера Роджера Кормана. У головних ролях — Пітер Грейвс, Лі Ван Кліф, Беверлі Гарланд, Саллі Фрейзер. «Воно захопило світ» випущений в театральному режимі American International Pictures як подвійний фільм з «Вона-істота».
«Воно захопило світ» розповідає про істоту-прибульця з планети Венера, яке таємно хоче захопити під свій контроль Землю. Істота здійснює радіоконтакт із розчарованим вченим, який погоджується допомогти, бо вважає, що таке втручання прибульців принесе мир та врятує приречене людство від самого себе.

## Сюжет
Доктор Том Андерсон (Ван Кліф), озлоблений учений, встановив контакт із венеріанською істотою, використовуючи власний радіопередавач. Потаємні мотиви інопланетянина — взяти повний контроль над Землею, поневоливши людство, використовуючи пристрої управління розумом; прибулець стверджує, що він просто хоче принести мир у світі, усунувши всі емоції. Андерсон погоджується допомогти істоті і навіть має намір дозволити їй асимілювати його дружину Клер (Гарланд) та друга-доктора Пола Нельсона (Грейвз).
Потім венеріанець позбавляє Землю всієї електроенергії, включаючи автотранспорт, змушуючи доктора Нельсона вдатися до катання на велосипеді.
Уникнувши літаючої істоти, схожої на кажана, яка несе пристрій управління розумом, доктор Нельсон повертається додому, щоб знайти свою дружину, щойно асимільовану. Проте дружина намагається змусити його асимілюватися також, використовуючи іншу істоту кажана, яка перебуває у її розпорядженні, й вчений змушений вбити її для самозахисту. На той час єдиними людьми, які все ще залишаються вільними від впливу венеріанця, є Нельсон, Андерсон, дружина Андерсона та група армійських солдатів на станції в сусідньому лісі.
Нельсон нарешті переконує параноїка Андерсона в тому, що він допустив жахливу помилку, сліпо довіряючи мотивам венеріанця, об'єднавшись із істотою, схильною до світового панування. Коли вони виявляють, що дружина Тома Клер забрала гвинтівку в печеру прибульця, щоб убити того, вони поспіхом слідують за нею, але істота вбиває Клер, перш ніж вони встигають врятувати її. Нарешті, побачивши втрату всього, що було йому дорогим, доктор Андерсон гнівно атакує венеріанця, тримаючи паяльну лампу біля обличчя істоти; Андерсон гине від руки прибульця, коли термін її дії закінчується. Прибувши на місце занадто пізно, щоб врятувати свого друга, Нельсон із сумом роздумує над тим, як помилкові ідеали Андерсона в підсумку призвели до смерті та спустошення, і розуміє, що вирішення проблем людства в підсумку повинно бути досягнуто самим людством.

## У ролях
- Пітер Грейвс — Доктор Пол Нельсон
- Лі Ван Кліф — Доктор Том Андерсон
- Беверлі Гарланд — Клер Андерсон
- Саллі Фрейзер — Джоан Нельсон
- Рас Бендер — Генерал Джеймс Паттік
- Таггарт Кейсі — Шериф Н. Дж. Шаллерт
- Карен Кадлер — Доктор Еллен Пітерс
- Дік Міллер — Сержант Ніл
- Джонатан Гайз — Капрал Мануель Ортіс
- Пол Гарбор — Доктор Флойд Менсон
- Чарльз Б. Гріффіт — Доктор Піті Шелтон
- Томас Е. Джексон — Джордж Гаскелл
- Маршалл Бредфорд — Секретар Платт
- Девід Макмагон — Генерал Карпентер
- Пол Влейсделл — Чудовисько (в титрах)

## Виробництво

### Написання
Фільм надихнув касовий успіх фільму День, «коли закінчився світ», також режисера Кормана. Сценарист — Лу Русофф, але перед тим, як його завершити, брат Русоффа помер, і йому довелося виїхати до Канади. Потім Корман запропонував Чарльзу Гріффіту внести останні правки, за два дні до початку зйомок. Гріффіт дійсно має невисокого рівня знання як вченого.
Гріффіт сказав, що «сценарій Руссо був незрозумілим, що було дивним, оскільки він був досить скрупульозний. Брат Лу на той час вмирав, що, швидше за все, мало на це [певний] вплив». Гріффіт сказав, що «писав потоки діалогу. Картина була жахливою».
Кастинг Пітера Грейвса оголосили в березні 1956 року. Незабаром після цього був оголошений кастинг для Беверлі Гарланд.

### Зйомки
Зйомки розпочалися 3 квітня 1956 року.
Зовнішній вигляд істоти був ідеєю Кормана, і він думав, що, виходячи з великої планети, воно могло б розвинутися для боротьби з важкою гравітацією й, отже, було б низько до землі. Згодом Корман зізнався, що це помилка, сказавши, що істота була б страшнішою, якби вона була більшою чи вищою. Коли Беверлі Гарленд вперше побачила істоту, вона прокоментувала: «Що підкорило світ?» і штовхнула Це. На основі цієї дії дизайн істоти був перероблений.
Пол Блейсделл, який створив істоту, досліджував Венеру і «дійшов висновку, що якщо у неї буде якесь життя - це буде рослинне. Намагаючись зробити так, щоб це здавалося якнайдалі віддаленим від усього, що нагадувало тварину, я збивав кошмарне творіння, схоже на грушоподібну або огірок істоту, з двома рухливими, схожими на гілки руками».
Істоту встановили на колесах. Блейсделлу доводилося присідати всередині, щоб дати можливість істоті рухатися. «Спочатку істота повинна була весь час знаходитися в темній печері, щоб атмосфера таємничості оточувало її», - сказав Блейсделл. «Але Роджер вирішив, що було б ефективніше, якщо істота зробить зухвалий вигляд за межами своєї схованки і буде знищена вистрілами багнетів озброєних солдатів. Він також хотів, щоб істота здалася мертвою, лежачи на боці!».
Робочі кліщі істоти були зламані в перший день стрільби, але руки все ще можна було підняти. Ефект танення очей здійснювали за допомогою шоколадного сиропу.
Згодом Гарленд згадала, як вперше побачила цю істоту в каньйоні Бронсон:
|  | Я сказав Роджеру: “Це не чудовисько! Ця дрібничка — це не чудовисько, правда?" Він мені посміхнувся у відповідь: "Так. Виглядає досить добре, чи не так?" Я сказала: "Роджер! Я змогла би кинути у цього чудовиська над головою своєю сумочкою! Ця річ не була монстром, це була прикраса для столу! Він сказав: "Ну, не турбуйся про це, тому що ми покажемо тобі, а потім покажемо монстра вперед і назад". "Ну, ніколи не показуй нас разом, тому що якщо ти це зробиш, всі знатимуть, що я можу наступити на цю маленьку істоту! "Зрештою я думаю, що вони зробили додаткову роботу над монстром: я думаю, вони повторно розпорошили його, щоб це виглядало трохи страшніше, і зробили його набагато вищим. Коли ми насправді знімали, вони знімали це ([істоту]) в тіні і ніколи не показували нас двох. |

Гріффіт сказав, що він назвав реквізит для створення «Денні Дімвіт та хтось ще назвав його морозивом. Я був поруч, коли Пол Блейсделл будував його, і він думав, що камера зробить його більшим».

## Історія випусків
Видання «Воно захопило світ» було випущено театрально AIP у липні 1956 року як подвійний фільм з «Вона-істота».
Спочатку фільм отримав сертифікат «X» у Великій Британії, тобто картину могли побачити лише дорослі. Справа в тому, що сцена знищення істоти паяльною лампою розглядалася як жорстоке поводження з тваринами. Однак продюсер Семюель З. Аркофф переконав кінотеатр, що насильство було здійснено проти іншопланетної істоти, а не тварини, що дозволило фільму отримати прохідний сертифікат.

## Відгуки
Гріффіт сказав: «Я попросив, щоб мого імені не було на цій картині, тому мене не вставили в титри. Дивно, але він ([фільм]) отримав хороші відгуки».
На сторінках «Вараяті» зазначено, що «ця літаюча тарілка — це чіткий виріз, який перевищує норму, і повинен допомогти зменшити вагу на б.о., незважаючи на скромний бюджет ... Слід визнати, що переповнений будинок мопетів на виставці любив кров і постійно кричав завзяту вдячність. Сценарій Лу Русоффа ставить напрочуд дорослі запитання серед читача. Корман, як правило, добре змішує необхідний фон у швидкому темпі діалогу ... Лише декілька плям абстрактних дискусій не в змозі привернути увагу аудиторії. .. Корману було б розумніше просто запропонувати істоту, а не створити неймовірний на вигляд і механічно незграбний, раберизований жах. Це надихнуло на більшу міць, ніж на терор».
Видання Sight and Sound назвав фільм «різким, економічним і справді лякаючим».
Історик кіно та критик Леонард Малтін назвав «Воно захопило світ» «... добре зіграним і цікавим, але незграбно створеним». Журнал «Вараяті» визнав, що фільм знаходиться понад нормою, незважаючи на його низький бюджет, і похвалив «чудові запитання для дорослих», поставлені сценарієм.
Однак журнал «Тайм-аут» надав фільму негативний відгук, критикуючи його погані спецефекти. Критик Тоні Рейнс зазначив: «Ви повинні переглянути такий фільм, щоб усвідомити, що режисерів, які вважають, що їм нічого втрачати, менше, ніж ви думаєте».
«Chicago Reader» надав фільму загалом позитивну рецензію, зазначивши: «Дивно, але ця картина 1953 року не є наполовину поганою». AllMovie присвоїв фільму 3 із 5 зірок, назвавши його «швидше [за все], вище середнього».

## Подальші релізи
Протягом 1960-х років Американське міжнародне телебачення приватизувало фільм «Воно захопило світ». Версії VHS з’явилися в 1990-х на американському ринку домашнього відео (RCA Columbia Home Video), але вони більше не розповсюджуються, а також фільм не доступний на DVD або Blu-ray у США або у Великій Британії.
У 2001 році Сьюзен Гарт, вдова співзасновника AIP Джеймса Х. Ніколсона, подала до суду на A&E Networks за порушення авторських прав після того, як канал використав кадри зі стрічки в документальному фільмі про Пітера Грейвса.

## Ремейк
У 1966 році «Воно захопило світ» перероблений на 16-міліметрову кольорову стрічку самопроголошеного «шлокмейстера» Ларрі Бьюкенен після того, як він викупив права в AIP; він перейменував свій переписаний римейк «Зонтар, щось з Венери», а потім продав його телевізійному синдикату.

## У масовій культурі
- У живому альбомі Френка Заппи «Roxy & Elsewhere» (1974) про фільм згадувалося у вступі до композиції «Cheepnis».
- Заключний монолог фільму надихнув на подібний кінець у «Шоу жахів Роккі Хоррора».
- Кінцівка фільму була показана на початку іншого фільму, «Ельвіра — володарка темряви» (1988).
- У 1991 році «Воно захопило світ» стало предметом комедійного телесеріалу «Таємничий театр 3000 року»; теми жартів стосувалися й у тому числі бідного монстра-реваншиста, іноді дерев'яної акторської майстерності та надмірно закритих монологів, хоча доктор Клейтон Форестер і визнавав, що це, мабуть, «найкращий фільм Роджера Кормана на сьогодні».
- Фрагменти звуків фільму увійшли до пісні «Facing That» із однойменного дебютного альбому M83, випущеного в 2001 році[2].
- У 12-й серії 4-го сезону SCTV продемонстровано історію «Зонтар», яка була заснована на «Воно захопило світ». Бонар Бейн представлений у ролі вченого, якого зіграв Лі Ван Кліф.